# Unión Internacional de Abogados
La Unión Internacional de Abogados (en francés: Union Internationale des Avocats; y en inglés: International Association of Lawyers), también conocida por sus siglas UIA, es organización no gubernamental internacional creada en 1927 que reúne a más 2.200 profesionales del Derecho en todo el mundo.

## Contexto histórico
A finales del siglo XIX, la mayoría de los abogados europeos trabajaban dentro de colegios de abogados autónomos e independientes, cada uno con sus propias costumbres.
Sin embargo, después de la Primera Guerra Mundial, los abogados europeos se dieron cuenta gradualmente de la importancia de ayudar a ciertos colegios de abogados en tareas de modernización y construir contactos internacionales.
En julio de 1925, los abogados de Bélgica, Francia y Luxemburgo iniciaron el proyecto Unión Internacional de Abogados, que terminó de consolidarse después de dos años de colaboración, el 8 de julio de 1927, en Charleroi, Bélgica.
El presidente de la Asociación de Abogados de París, Georges Guillaumin, fue nominado como el primer presidente de la Asociación.
Una vez que se formó la Unión Internacional de Abogados, varias asociaciones de abogados buscaron adherirse como miembros. Después de unirse a la Asociación, cada nuevo colegio contribuyó esfuerzos únicos hacia los objetivos duales de la UIA: Adaptar colegios de más edad a la nueva situación económica e internacional, y trabaja en conjunto con la Sociedad de Naciones para el establecimiento de una paz duradera.

## Objetivos
Hoy en día, defiende la abogacía y favorece los contactos internacionales, la comunicación y cooperación entre abogados, en el respeto de su diversidad cultural y profesional.
Dos objetivos específicos subyacen en sus actividades:
- Promover los principios esenciales de la abogacía[9] y del desarrollo de la ciencia jurídica en todas las áreas del derecho al nivel internacional.

- Contribuir al enriquecimiento profesional de los abogados gracias a la comunicación de informaciones establecida por sus comisiones y grupos de trabajos.

## Misiones
La UIA designa ocho idiomas oficiales (francés, inglés, español, italiano, alemán, portugués, árabe y chino) y trabaja en francés (tiene la reputación estar francófona), en inglés y en español.
La UIA constituyó 43 comisiones y grupos de trabajo integrados por abogados procedente de jurisdicciones del mundo entero. Cada comisión examina las evoluciones relacionadas con un área específica del derecho (ó del ejercicio) y determina en que medida estas evoluciones afectan o estarán afectadas por otras áreas del derecho.
Las comisiones y grupos de trabajo de están distribuidos en dos áreas principales: derecho mercantil y práctica general y derechos humanos.

## Derecho mercantil
Las comisiones y grupos de trabajo de en derecho mercantil se interesan al derecho de la competencia, al derecho fiscal y bancario, a las fusiones y adquisiciones, al arbitraje, a la compraventa de mercaderías, a inversos extranjeros y a muchas otras problemáticas actuales del derecho.
La UIA colabora en los trabajos de la CNUDCI y presentó una propuesta de definición de « centro de los principales intereses » (artículos 2 b y 16-3 de la ley modelo de la CNUDCI sobre la insolvencia internacional).
La UIA organiza seminarios temáticos internacionales que tienen como principal objetivo comparar el ejercicio de la abogacía en el mundo según los diferentes modos de práctica: Civil Law o Common Law.

## Defensa de la defensa y derechos humanos
La UIA frecuentemente interviene en el mundo entero en favor de los abogados encarcelados o perseguidos debido al ejercicio de su profesión. Organiza misiones de mediación y observación de juicios.
Comprometida, desde 1971, en su calidad de organización no gubernamental (ONG), posee un estatus consultivo especial ante las Naciones Unidas y el Consejo de Europa. En el Consejo de Europa, formuló una recomendación en materia de blanqueo de dinero y de lucha contra el terrorismo.
Está representada en las principales sedes de las Naciones Unidas (Nueva York, Ginebra y Viena) donde organiza periódicamente una cumbre para los Presidentes de Colegios de Abogados destinado a permitirles seguir los trabajos iniciados por las Naciones Unidas en diversas áreas del derecho internacional.
La UIA posee además un escaño en el Consejo Consultivo del Tribunal Penal Internacional para la ex Yugoslavia.
Por último, la UIA también ha estado siguiendo de cerca los trabajos de la comisión preparatoria para la Corte Penal Internacional, desde su creación. En la actualidad, participa en las sesiones de la Asamblea de Estados parte del Estatuto de la Corte. Además, la UIA es miembro del Consejo Ejecutivo del Colegio de Abogados Penal Internacional.

## Miembros
- individuales: avocats exerçant la profession à titre principal.
- colectivos: colegios de abogados, asociaciones y federaciones de abogados.
- individuales asociados: otras profesiones jurídicas, profesores, estudiantes de Derecho o magistrados.

## Presidencia
El Presidente es elegido por un año.
- Presidente actual (2021-2022), Hervé Chemouli, Francia

Algunos expresidentes:
- 1930-1931: Paul Crokaert, Bélgica
- 1932-1933: Jhr J.W.M. De Brauw '(nl)', Países Bajos
- 1936-1937: Aloïs Stompfe '(cs)', Checoslovaquia
- 1960-1962: Adelino Da Palma Carlos, Portugal
- 1964-1965: Jhr. Jacob H. De Brauw '(nl)', Países Bajos
- 1969-1971: Claude Lussan, Francia27
- 1971-1973: José Luis Del Valle Iturriaga '(es)', España
- 1977-1979: Albert Henri Paul Zurfluh, Francia28
- 1979-1981: Harold H. Healy Jr. '(en)', Estados Unidos
- 1981-1983: Ernest Arendt '(lb)', Luxembourgo
- 1987-1988: Anders R. Öhman '(sv)'29, Suecia
- 1994-1995: Garry Downes Q.C. '(en)',
- 1996-1997: Kottayan Katankot Venugopal (en), India
- 2000-2001: Miguel I. Estrada Samano30, México
- 2013-2014: Stephen L. Dreyfuss, Caballero de Honor, recibido el 30 de mayo de 201431, Estados Unidos
- 2014-2015: Miguel Loinaz,[25] Uruguay
- 2015-2016: Jean-Jacques Uettwiller, Francia
- 2016-2017: Laurence Bory, Suiza
- 2017-2018: Pedro Pais de Almeida,[26] Portugal
- 2018-2019: Issouf Baadhio, Burkina Faso
- 2019-2020: Jerome Roth, Estados Unidos
- 2020-2021: Jorge Martí Moreno, España

## Congresos anuales
III° Congreso de Abogados en Luxemburgo en 1931 en el que participó el Premio Nobel de Henri La Fontaine (en premier fila en la fotografía).
Desde su creación,  organiza congresos en Europa y en el mundo, destinados a los miembros y no-miembros de la asociación.
Los estatutos preveían que se reuniría en congreso al menos una vez cada dos años. De 1929 hasta 1938, los congresos esencialmente fueron anuales. El congreso de 1939 que debía celebrarse en Varsovia en vísperas de la Segunda Guerra Mundial, no se ha celebrado.
- 1929 - I.er congreso: Bruselas, Bélgica
- 1930 - II° congreso: París, Francia
- 1931 - III° congreso: Luxembourgo, Luxemburgo
- 1932 - IV° congreso: Países Bajos
- 1933 - V° congreso: Dubrovnik, Croacia
- 1935 - VI° congreso: Bruselas, Bélgica
- 1936 - VII° congreso Viena, Austria
- 1937 - VIII° congreso: Viena, Austria
- 1938 - IX° congreso Budapest, Hungría

Los congresos volvieron en 1948 y se celebraron anualmente hasta 1954, excepto en 1952:
- 1948 - X° congreso: Bruselas, Bélgica
- 1949 - XI° congreso 3, 33: París, Francia
- 1950 - XII° congreso 34: Luxembourgo, Luxemburgo
- 1951 - XIII° congreso 35, 36: Río de Janeiro, Brasil
- 1953 - XIV° congreso 37: Viena, Austria

De 1954 hasta 1989, fueron celebrados cada dos años:
- 1954 - XV° congreso 38, 39: Bruselas, Bélgica
- 1956 - XVI° congreso 40, 41: París, Francia
- 1958 - XVII° congreso 42, 43: Milán, Italia
- 1960 - XVIII° congreso: Basilea, Suiza - Congreso durante el cual se creó el Consejo de ( CCBE )
- 1962 - XIX° congreso: Lisboa, Portugal
- 1964 - XX° congreso: Bonn, República Federal de Alemania
- 1965 - XXI° congreso: Arnhem, Países Bajos (excepcionalmente celebrado el año siguiente)
- 1967 - XXII° congreso: Viena, Austria
- 1969 - XXIII° congreso 44, 45: Londres, Reino Unido
- 1971 - XXIV° congreso: París, Francia
- 1973 - XXV° congreso: Madrid, España
- 1975 - XXVI° congreso: Múnich, República Federal de Alemania
- 1977 - XXVII° congreso 46: Zagreb, Croacia
- 1979 - XXVIII° congreso 47: Cannes, Francia
- 1981 - XXIX° congreso: Nueva York, Estados Unidos
- 1983 - XXX° congreso: Luxemburgo, Luxemburgo
- 1985 - XXXI° congreso: La Haya, Países Bajos

XXXIe Congreso de en 1985. Ceremonia de apertura en Pieterskerk, Leiden. De derecha a izquierda: La reina Beatrix de los Países-Bajos, Nagendra Singh (Presidente de Justicia), Señora Singh, Frits Korthals Altes, ministro de Justicia holandés
- 1987 - XXXII° congreso: Quebec, Canadá
- 1989 - XXXIII° congreso: Interlaken, Suiza

A partir de 1989, los congresos han vuelto a ser anuales:
- 1990 - XXXIV° congreso: Strasbourgo, Francia
- 1991 - XXXV° congreso: Ciudad de México, México
- 1992 - XXXVI° congreso: Berlín, Alemania
- 1993 - XXXVII° congreso: EE. UU.
- 1994 - XXXVIII° congreso: Marrakech, Marruecos
- 1995 - XXXIX° congreso: Londres, Reino Unido
- 1996 - XXXX° congreso: Madrid, España
- 1997 - XLI° congreso Filadelfia, EE. UU.
- 1998 - XLII° congreso: Niza, Francia
- 1999 - XLIII° congreso: Nueva Delhi, India
- 2000 - XLIV° congreso: Buenos Aíres, Argentina
- 2001 - XLV° congreso: Turín, Italia
- 2002 - XLVI° congreso: Sídney, Australia
- 2003 - XLVII° congreso: Lisboa, Portugal
- 2004 - XLVIII° congreso: Ginebra, Suiza
- 2005 - XLIX° congreso: Fes, Marruecos
- 2006 - L° congreso: Salvador de Bahía, Brasil
- 2007 - LI° congreso: París, Francia
- 2008 - LII° congreso: Bucarest, Rumania
- 2009 - LIII° congreso: Sevilla, España
- 2010 - LIV° congreso: Estambul, Turquía
- 2011 - LV° congreso 48: Miami, EE. UU.
- 2012 - LVI° congreso: Dresde, Alemania
- 2013 - LVII° congreso: Macao (RAE), de China
- 2014 - LVIII° congreso: Florencia, Italia
- 2015 - LIX° congreso: Valencia, España
- 2016 - LX° congreso: Budapest, Hungría
- 2017 - LXI° congreso: Toronto, Canadá
- 2018 - LXII° congreso: Oporto, Portugal
- 2019 - LXIII° congreso: Luxemburgo, Gran Ducado de Luxemburgo
- 2020 - LXIV° congreso: Congreso virtual. El Congreso Anual de la UIA, que debía tener lugar en Guadalaja, México este año, tuvo que posponerse hasta 2021 debido a la pandemia de COVID-19.
- 2021 - LXV° congreso: Madrid, España. Congreso híbrido bajo la Presidencia de Honor de S.M. el Rey Don Felipe VI, en presencial en Madrid o virtual.

## Resoluciones y Cartas
- Resolución sobre la situación en Polonia (Congreso de Luxemburgo, noviembre de 2019)
- Principios esenciales de la profesión de abogado (Congreso de Oporto, Portugal - octubre de 2018)
- Resolución de la UIA contra todas las formas de esclavitud (Congreso de Oporto, Portugal - octubre de 2018)
- Principios Básicos del Estatuto de los Refugiados (Congreso de Budapest, Hungría - octubre de 2016)
- Resolución sobre la privacidad en las comunicaciones digitales (Congreso de Valencia, España – 2015)
- Resolución corrupción, transparencia y justicia (Congreso de Macao, China – 3 de noviembre de 2013)
- Resolución sobre Mundialización, Tolerancia y Derecho (Congreso de Sevilla, España - 29 de octubre de 2009)
- Resolución sobre el Derecho a  (Congreso de Fez, Marruecos 50  - 31 de septiembre de 2005).
- Resolución relativa a la abolición de Muerte (Congreso de Lisboa, Portugal - 30 de agosto de 2003).
- Normas de para la práctica legal internacional para los abogados establecidos fuera de su país, Congreso de Sídney, Australia- 27 de octubre de 2002).
- Carta de Turín sobre el ejercicio de la abogacía en el siglo XXI, Congreso de Sídney, Australia - 27 de octubre de 2002).
- Resolución sobre los Derechos de Nueva Delhi, India - 3 de noviembre de 1999).

## Publicaciones
- Enjeux européens et mondiaux de la protection des données personnelles, Ediciones Larcier, junio de 2015
- Le DIP au quotidien / IPR in het Dagelijkse Leven, Ediciones Larcier, noviembre de 2015
- Current Trends in Start-Ups and Crowd Financing, UIA - LexisNexis Publications Collection, diciembre de 2017
- Compliance - Challenges and Opportunities for the Legal Profession, UIA - LexisNexis Publications Collection, diciembre de 2017
- Le statut des femmes et l'état de droit, Ediciones Larcier, julio de 2018
- Recognition and Enforcement of Foreign Judgments and Arbitral Awards, UIA - LexisNexis Publications Collection, octubre de 2018
- Natural Resources Exploitation: Business and Human Rights, UIA - LexisNexis Publications Collection, octubre de 2018
- Legal Aspects of Artificial Intelligence, UIA - LexisNexis Publications Collection, junio de 2019
- Drafting Effective International Contracts of Agency and Distributorship – A practical Handbook, UIA - LexisNexis Publications Collection, noviembre de 2019
- International Public Procurement, UIA - LexisNexis Publications Collection, noviembre de 2019
- Family Law: Challenges and Developments from an International Perspective, UIA - LexisNexis Publications Collection, junio de 2020
- Environmental Law and Sustainable Development, UIA - LexisNexis Publications Collection, septiembre de 2020
- Fashion law : Legal trends and new challenges, UIA - LexisNexis Publications Collection, octubre de 2020

## Juriste International - Revista
Juriste International es la revista trilingüe (español, francés, inglés) de la UIA. Publicado cuatro veces al año, tiene una tirada de 3000 ejemplares.
Presenta artículos de autores, miembros o no de la asociación, sobre actualidades jurídicas de nivel nacional e internacional.
Redactora Jefe: Barbara Gislason, Minnesota, Estados Unidos.

## Premios UIA
La UIA también premia a los profesionales del derecho por su trabajo científico, su profesionalismo, su implicación en la defensa del Estado de derecho o por el aspecto innovador de su práctica profesional.

### Premio Monique Raynaud-Contamine
El premio Monique Raynaud-Contamine se otorgó desde 1999 hasta 2018 a los mejores informes escritos presentados en los congresos anuales de la asociación.
- 1999: Nelson LANDRY, Canadá: Les techniques biométriques d'indentification

- 2000: Augusto LOPES-CARDOSO, Portugal: Dimension juridique de l'Intervention génétique

- 2001: Sandra BERBUTO & Christine PEVEE, Bélgica: La protection pénale des mineurs en droit belge

Carlo MASTELLONE, Italia: Sales-related issues not covered by the CISG: assignment, set-off, statute of limitation, etc., under Italian law
- 2002: W. Carter YOUNGER, Estados Unidos: Employee privacy, electronic communications and workplace monitoring

- 2003: Sascha R. GROSJEAN, Alemania: Protecting trade secrets and commercial information – Rights of employers and employees (Premio Joven abogado)

Stefano DINDO, Italia: How to negotiate a cross-border business deal
- 2004: Francesca PIZZI, Italia: Economic analysis of personality rights concerning media activities (Premio Joven abogado)

Jorge MARTI MORENO, España: Migration of companies within the World Trade Organization, European Union and worldwide
- 2005: Rosario LEON, España: Los principios de precaución y desarrollo sostenible en España (Premio Joven abogado)

Peter TURNER, Reino Unido: Ethics in International Arbitration
- 2006: Felipe ZANCHET MAGALHAES, Brasil: Commercial representation or agency contract: legal implications (Premio Joven abogado)

James MOORE, Estados Unidos: Economic globalization and its impact upon the legal profession
Luis ZARRALUQUI, España: El arbitraje en Derecho de Familia en general y en España en particular – La problemática de los procesos en los procesos arbítrales
- 2007: Raquel AZEVEDO, Portugal: Corporate governance on non-listed companies - Special features in connection with family-run companies (Premio Joven abogado)

Howard H. SPIEGLER, Estados Unidos: Restitution of nazi-looted art: view from the United States
- 2008: Gavin LLEWELLYN, Reino Unido: The protection of tri-dimensional trade marks: the UK perspective (Premio Joven abogado)

Judith GIBSON, Australia: Detention after sentence
- 2009: Cristina COJOCARU, Rumanía: Legal uncertainty in Family Law (Premio Joven abogado)

Carolina PINA, España: Copyright in the digital age: from dadaism to mash-up
- 2010: Makato SHIMADA, Japón: Protection of cultural properties in Japan

- 2011: Judith GIBSON, Australia: Turning a good newsroom bad: white collar crime, tort and case management issues arising from the UK phone hacking scandal

- 2012: Christina PHILLIPS, Estados Unidos: Litigation arising out of natural disasters: a policy examination from the United States (Premio Joven abogado)

Francis GERVAIS, Canadá: Qui est le client ?
- 2013: Motoyasu HIROSE, Japón: Asset prevention Japanese prevention (Premio Joven abogado)

Francisco RAMOS ROMEU, España: El embargo internacional de créditos en la UE
- 2014: Jean-François HENROTTE, Bélgica: Application territoriale de la législation européenne en matière de protection des données : vaincre la peur de l’autre

- 2015: Iñigo GUTIERREZ VELASCO, España: Derecho concursal y derecho laboral. El despido colectivo en empresas en crisis: ¿Cierre de empresa o centro de trabajo en el ámbito europeo? (Premio Joven abogado)

Janice MULLIGAN, Estados Unidos: How would you like your Pacemaker to be hacked? Healthcare cyber vulnerability: a risk management nightmare for the 21st century
Maria CRONIN, Reino Unido (Mención especial - joven abogado)
- 2016: Ingrid BOURBONNAIS JACQUARD, Francia: Les actions directoires contre les assureurs – Le droit d’action directe contre le P&I Club, conception française (Premio Joven abogado)

Ian DE FREITAS, Reino Unido: Towards an international regulatory approach for mass surveillance and profiling – Striking the balance between national security and privacy
Barbara BANDIERA, Italia (mención especial)
- 2017: Barbara BANDIERA, Italia: Radiography of a project financing for the Implementation of a wind Farm New EU legislative Framework for markets in Financial instruments

- 2018: Barbara GISLASON, Estados Unidos What do the Applications of Gene Editing, Artificial Intelligence and Big Data Brings To The Fields of Life Science, Medical Supply, Food Supply and Environmental Impact?

### Premio Jacques Leroy
Desde 2010 hasta 2017, este premio recompensó a estudiantes de derecho que contribuyeron, con sus trabajos, al avance del respeto de los derechos humanos en el mundo de los negocios.
- 2010: Angela STONIER, Australia

- 2011: Josephine WONG, Canadá

- 2012: Somda MANGLOIRE, Burkina Faso

- 2013: Joel FOX, Israël

- 2014: Adja CEVC, Eslovenia

- 2015: Jonathas LIMA, Brasil

- 2016: Serge Théophile BAMBARA, Burkina Faso

- 2017: Matheus RICCI PORTELLA, Brasil

### Premio Estado de derecho
Desde 2016, la UIA, en colaboración con LexisNexis, recompensa a las personas y/u organizaciones que contribuyen activamente al desarrollo y la promoción del Estado de derecho
- 2016: Malaysian Bar Association, Malasia

- 2017: Saidbek NURITDINOV, Presidente de la Union of Advocates of the Republic of Tajikistan, Tayikistán

- 2018: El Honorable Ruth BADER GINSBURG, Associate Justice of the United States Supreme Court, Estados Unidos

- 2019: Bertrand FAVREAU, Presidente del IDHAE, Francia

- 2020: ELIL, European Lawyers in Lesvos, Grecia

- 2021: Latifa SHARIFI, Afganistán

### Premio Inspiración LegalTech
En 2021, la UIA y LexisNexis lanzaron el premio anual Inspiración LegalTech para fomentar la innovación en el ámbito jurídico y premiar a aquellas organizaciones y personas que aporten, al mundo del derecho, nuevas ideas capaces de cambiar la perspectiva, el ejercicio y los métodos de trabajo de los abogados.
- 2021: Thomas SEEBER, Realest8, Austria